# Tchoegje
Tchoegje (korejsky: 퇴계, v anglickém přepisu Toi-Gye) je tul, který se učí nositelé technického stupně 3. kup v bojovém umění taekwondo. Tul vytvořili v letech 1962–1964 podplukovník U Čonglim a seržant Kim Bokman.

## Významy

### Význam názvu
Tchoegje je pseudonym korejského neokonfuciánského filozofa z dynastie Čoson, zastánce realismu.

### Význam počtu pohybů
37 pohybů odkazuje na jeho místo narození na 37° zeměpisné šířky.

### Význam diagramu
Diagram (čínský znak 士) znamená učenec.

## Pohyby vzoru
Výchozí postoj: moa čunbi sogi B
1. ↩ niundža so an pchalmok kaunde jop makki
2. konnun so tvidžibun sonkut nadžunde tulkchi
3. ↳ moa so tung čumok joptvit terigi, nurin tongdžak
4. ↪ niundža so an pchalmok kaunde jop makki
5. konnun so tvidžibun sonkut nadžunde tulkchi
6. ↲ moa so tung čumok joptvit terigi, nurin tongdžak
7. ↑ konnun so kjočcha čumok nullo makki
8. konnun so sang čumok nopchunde sewo čirugi, kesok tongžak
9. kaunde apčcha pušigi (poloha rukou jako v předchozí technice)
10. ↑ konnun so ap čirugi
11. konnun so ap čirugi
12. ↰ moa čunbi so sang jop pchalgup tulkchi, nurin tongdžak
13. ↑ kurumjo annun so pakat pchalmok san makki
14. ↷ kurumjo annun so pakat pchalmok san makki
15. ↷ kurumjo annun so pakat pchalmok san makki
16. ↶ kurumjo annun so pakat pchalmok san makki
17. ↷ kurumjo annun so pakat pchalmok san makki
18. ↷ kurumjo annun so pakat pchalmok san makki
19. ⮤ niundža so tu pchalmok nadžunde miro makki
20. konnun čunbi sogi (zvednout ruce)
21. murup olljo čchagi (obě ruce táhnout dolů)
22. ↶ niundža so sonkchal tebi makki
23. nadžunde jobapčcha pušigi (poloha rukou jako v předchozí technice)
24. konnun so opchun sonkut nopchunde tulkchi
25. ↑ niundža so sonkchal tebi makki
26. nadžunde jobapčcha pušigi (poloha rukou jako v předchozí technice)
27. konnun so opchun sonkut nopchunde tulkchi
28. ↓ niundža so tung čumok joptwit terigi, wen pakat pchalmok nopchunde makki
29. ↰ tvimjo kjočcha so kjočcha čumok nullo makki
30. ↪ konnun so tu pchalmok nopchunde makki
31. ↬ niundža so sonkchal nadžunde tebi makki
32. konnun so an pchalmok tollimjo makki
33. ↷ niundža so sonkchal nadžunde tebi makki
34. konnun so an pchalmok tollimjo makki
35. ↶ konnun so an pchalmok tollimjo makki
36. ↷ konnun so an pchalmok tollimjo makki
37. ↩ annun so ap čirugi

Závěrečný postoj: ← moa čunbi sogi B